# Eburia pilosa
Eburia pilosa là một loài bọ cánh cứng trong họ Cerambycidae.